# Malibcong
Malibcong es un municipio perteneciente a  la provincia de El Abra en la Región Administrativa de La Cordillera (RAC) situada al norte de la  República de Filipinas y de la isla de Luzón, en su interior.

## Geografía
Tiene una extensión superficial de 283.17 km² y según el censo del 2007, contaba con una población de 3 354 habitantes, 3 807 el día primero de mayo de 2010

### Ubicación
| Noroeste: Lacub       | Norte: Lacub   | Noreste: Lacub              |
| Oeste: Licuan-Baay    |                | Este: Balbalan (Kalinga)    |
| Suroeste: Licuan-Baay | Sur: Daguioman | Sureste: Balbalan (Kalinga) |

### Barangayes
Malibcong  se divide administrativamente en 12 barangayes todos de carácter rural.
| Barangay              | Población (2007) | Población (2010) | Código (2012) |
| --------------------- | ---------------- | ---------------- | ------------- |
| Bayabas               | 194              | 215              | 140115001     |
| Binasaran             | 164              | 191              | 140115002     |
| Buanao                | 303              | 3451             | 140115003     |
| Dulao                 | 219              | 223              | 140115004     |
| Duldulao              | 294              | 362              | 140115005     |
| Gacab                 | 348              | 433              | 140115006     |
| Lat-ey                | 219              | 203              | 140115007     |
| Malibcong (Población) | 425              | 567              | 140115008     |
| Mataragan             | 497              | 526              | 140115009     |
| Pacgued               | 246              | 229              | 140115010     |
| Taripan               | 188              | 232              | 140115011     |
| Umnap                 | 257              | 278              | 140115012     |